# 圣方济各沙勿略堂 (阿姆斯特丹)
圣方济各沙勿略堂（De Krijtberg）是阿姆斯特丹的一座罗马天主教教堂。

## 历史
目前的教堂1883年开幕，由Alfred Tepe设计。该堂供奉圣方济各沙勿略，属于天主教哈勒姆教区阿姆斯特丹圣尼各老堂区管理，以双塔著称。自1654年起为耶稣会教堂。